# Перекрёсток Миллера
«Перекрёсток Миллера» (англ. Miller's Crossing) — американский кинофильм, гангстерская неонуарная драма братьев Коэн. Премьерные показы состоялись в рамках международных кинофестивалей в Сан-Себастьяне и Нью-Йорке в сентябре 1990 года.
В 2005 году критики журнала «Time» признали этот фильм братьев Коэнов одной из 100 лучших кинокартин, когда-либо создававшихся с момента появления самого издания.

## Сюжет
В одном американском городе времён «сухого закона» делами заправляет ирландский гангстер, мафиозный босс Лео. Однажды к нему приходит другой влиятельный босс — итальянец Джонни Каспар — и просит убрать еврея Берни, который продаёт секреты Джонни. Лео отказывает Джонни, ссылаясь на то, что Берни якобы платит за свою защиту. На самом деле сестра Берни — Верна — является возлюбленной Лео, и Лео не хочет её потерять. Подручный Лео, циничный и умный Том Рейган, более прагматично смотрит на вещи и советует Лео выполнить просьбу Каспара, чтобы не ввязываться в вооружённый конфликт.
У Тома есть и свои проблемы — он задолжал букмекеру Лазару большую сумму денег. Лео говорит, что может уладить эту проблему, но гордый Том отказывается от помощи Лео и сам хочет уладить свои проблемы. Однако сыграв с Лазаром в карты, он проигрывает. Позже он ещё одалживает денег у Лазара, ставит их на тотализатор, и вновь проигрывает. Таким образом, Том должен Лазару очень крупную сумму денег.
Том приходит к Верне и проводит с ней ночь. Утром он узнаёт, что исчез телохранитель Раг, которого Лео приставил следить за Верной. Лео проводит совещание с мэром города и шефом полиции. Лео считает, что это Джонни убил Рага, и что уже даже не важно, отдаст он Берни или нет. Том же объясняет, что изначально Каспар не нарушал правил, что нарушил их Берни, а Лео его прикрыл из-за Верны. Он также считает, что Берни должен справедливо понести наказание. Лео не прислушивается к совету Тома, и в итоге из-за его привязанности к женщине в городе начинается мафиозная война. Мэр города и шеф полиции, разумеется, недовольны начавшейся войной.
Том предлагает Верне бросить Лео и не водить его за нос, но она отказывается и продолжает использовать Лео как гарантию безопасности Берни, её брата. Берни приходит к Тому и просит прикрыть его, взамен он устроит сделку на тотализаторе, и Том получит деньги и сможет вернуть свой долг Лазару. Позже Джонни предлагает Тому самому сдать Берни, предложив оплатить его долги, но Том пренебрегает этой возможностью, и Джонни, разъярённый отказом с издёвкой, приказывает своим людям побить его. Однако Лео руками полиции спасает Тома. Том узнаёт от шефа полиции, что Раг убит пулей калибра 5,6 мм. Том идёт к Верне и обвиняет её в убийстве, но та говорит, что не убивала Рага. После этого они спят вместе. В это же время на Лео совершается покушение со стороны Джонни. Однако Лео убивает одного из напавших солдат Джонни, забирает у него «томми-ган» и расстреливает из него остальных троих нападавших. После покушения Том приходит к Лео на разговор, однако тот продолжает игнорировать советы Тома и по-прежнему не желает сдавать Берни и останавливать войну, так как хочет, чтобы Верна вышла за него замуж. Том наконец рассказывает Лео о том, что Джонни не убивал Рага и что он был убит из калибра 5,6 — дамского оружия. Лео не верит, что Рага убила Верна. Тогда Том наконец признаётся, что сам состоит в интимной связи с Верной. От этого Лео приходит в ярость и ударами кулаков спускает Тома с двух лестниц, публично заявив, что разрывает с ним все отношения и надеется больше не увидеть.
К Тому приходит Верна, с которой Лео порвал отношения, и она предлагает ему уехать вместе с ней и её братом; он делает вид, что согласен, а мимоходом выспрашивает, где прячется её брат Берни. Потом Том идёт к Джонни и сдаёт Берни. Там же выясняется, что мэр города и шеф полиции переходят на сторону Джонни. Джонни отправляет Тома со своими людьми на задание: схватить и пристрелить Берни на перекрёстке Миллера. Головорезы Джонни говорят Тому, что их босс приказал им поручить Тому собственноручно пристрелить Берни. Том, получив пистолет Astra 400 от головорезов, ведёт Берни вглубь леса, однако люди Джонни остаются у машины. Охваченный страхом Берни, встав на колени, умоляет Тома не убивать его. Будучи наедине с Берни, Том отпускает свою жертву, но приказывает ему немедленно покинуть город и исчезнуть навсегда, и пару раз выстреливает в воздух.
Том пытается обмануть Джонни, говоря, что его подручный — суровый и рациональный Эдди — также предал Джонни и продавал информацию вместе с Берни и Минком. Однако поначалу Джонни не верит этому. Через пару дней Берни неожиданно появляется в квартире Тома и начинает его шантажировать, требуя смерти Джонни и угрожая, в противном случае, показаться на людях в городе. Том оказывается между нескольких огней — Лео, Джонни, Лазаром, Эдди, а теперь ещё и Берни.
Эдди понимает, что Том не такой человек, чтобы убивать кого-то и, узнав, что бойцы Джонни даже не проверили, убил ли Том Берни или нет, сам решает проверить это. Они вместе с Томом едут на перекрёсток Миллера. Тома от смерти спасает чудо — на месте Берни оказывается труп Минка с изуродованным лицом, и его принимают за Берни. Выясняется, что Рага убил Минк, а Минка, чтобы подстраховать Тома, — Берни. На этот раз Тому удаётся обмануть Джонни, и таким образом он вынуждает его убить Эдди, своего преданного помощника. После этого Том хитростью сводит Джонни и Берни в своей квартире. По дороге Тома пытается убить Верна, думая, что он убил её брата, но также, как и у Тома, у неё не хватает духа этого сделать. Сам Том приходит на запланированную встречу чуть позже, когда Берни уже убил Джонни. На этот раз Том делает то, что не смог сделать в лесу, — он убивает Берни и раскладывает пистолеты так, будто бы в его доме произошла перестрелка между ними (при этом пистолет, из которого был убит Эдди, он подкладывает Берни). В бумажнике Джонни Том находит сумму, достаточную для расчёта с Лазаром.
На похоронах Берни Том узнаёт, что Лео простил Верну, а та, в свою очередь, предложила ему пожениться. Лео, поняв, что Том вовсе не переходил на чужую сторону, а лишь практически всё предусмотрел и разыграл, хочет, чтобы Том снова вернулся к нему, но Тому уже этого не нужно — он уходит.

## В ролях
- Гэбриэл Бирн — Том Рейган, подручный Лео
- Джон Полито — Джонни Каспар, крёстный отец итальянской мафии
- Марша Гей Харден — Верна Бернбаум, сестра Берни, возлюбленная Лео
- Альберт Финни — Лео O’Бэннон, фактический хозяин города, босс ирландской мафии
- Джон Туртурро — Берни Бернбаум, мелкий беспринципный игрок-инсайдер, ставший причиной войны
- Джеймс Фримен — Эдди Дэйн, подручный Джонни Каспара
- Стив Бушеми — Минк, приятель Берни и подручный Джонни Каспара

## Производство
По словам Коэнов, «Перекрёсток Миллера» — попытка снять фильм по Дэшилу Хэммету, поклонниками романов которого они являются. «Перекрёсток Миллера» было временным названием фильма, но несмотря на то, что оно режиссёров не совсем устраивало, название стало окончательным, так как другого они не смогли придумать. Роль Бернбаума была написана специально для Туртурро. Основываясь на моделях автомобилей, можно сделать вывод, что действие фильма происходит в поздних 1920-х — ранних 1930-х годах. Предложение Тома Верне уехать в Пелисейдс может указывать на место действия — Нью-Йорк, хотя по словам И. Коэна, город — анонимный, типичный коррумпированный город.
Изначально фильм назывался «Большеголовый» — такое прозвище Коэны дали персонажу, которого сыграл Бирн, держащий лицевые мышцы в постоянном напряжении. Спокойный, задумчивый и обезоруживающе мягкий в своем шикарно скроенном костюме, Том — непритязательный мальчик для битья, в то время как фильм кишит грузными жестокими грубиянами и криминальным отребьем.
В фильме множественность шляп имеет метафизическое измерение. Самая популярная трактовка — символ маскулинности, что объясняет возрастание силы у персонажей в шляпах и уязвимость без шляп.

## Анализ
Художественное содержание, заложенное романами Дешиэла Хаммета, взятыми в основу сценария — точная передача атмосферы Америки времён Великой Депрессии. Это содержание, выдержанное в стиле неонуар, блестящий подбор и игра актёров, сделали из гангстерского фильма зрелищную и глубокую психологическую драму — одну из лучших работ братьев Коэн.

## Награды
- 1990 — На международном кинофестивале в Сан-Себастьяне фильм «Перекрёсток Миллера» был удостоен премии в категории «Лучшая режиссура»[14].